# Roland JX-3P
Le JX-3P est un synthétiseur analogique programmable et polyphonique créé par la société Roland en 1983.

## Description
Le JX-3P (pour Programmable Preset Polyphonic) est le premier clavier de la marque Roland ayant une implémentation MIDI, certains de ses modules sont partiellement numériques, notamment les contrôles en tension des oscillateurs (DCO) et l'enveloppe. Sa façade avant ne comporte pas de contrôles directs par potentiomètres, ils sont disponibles par l'intermédiaire du programmeur optionnel PG-200. Son « grain sonore » est moins prisé que celui de la série Juno de conception voisine mais reste dans la lignée des synthétiseurs analogiques de l'époque, avec un net avantage pour les cuivres, cordes et nappes. Il est également apprécié pour la qualité de son chorus. Il a été utilisé par de nombreux groupes pop et new wave.
Les derniers exemplaires pouvaient être équipés d'un clavier sensible à la vélocité. Son successeur est le JX-8P de 1985. La première génération de JX-3P n'avait que deux prises MIDI : In et Out, contrairement aux dernières générations, équipées des trois connecteurs : In, Out et Thru.
Le JX-3P est également équipé d'un petit séquenceur polyphonique. Celui-ci peut être synchronisé avec n'importe quel instrument MIDI par le biais d'une prise seq trig. L'utilisateur doit alors utiliser une boîte à rythmes possédant à la fois une sortie trig et une entrée MIDI, telle que la Roland Tr-626.
Il existe une version en rack sous le nom MKS-30 Planet-S avec une implémentation MIDI plus avancée, réponse à la vélocité et possibilité d'ajouter des cartouches mémoires, les M-16C.
Certains logiciels peuvent dans une certaine mesure émuler le JX-3P et son programmeur, notamment sous la forme de greffons VSTi.
Il existe également des kits permettant d'améliorer l'implantation MIDI de ce synthétiseur.
Le Roland JX-305 est la version clavier de la Groovebox MC-505 et n'a pas de rapport direct avec le JX-3P.
En 2015, le constructeur a ajouté à sa série Boutique une émulation du JX-3P sous l'appellation JX-03 .

## Caractéristiques techniques
- 6 voix de polyphonie[1]
- monotimbral
- 2 oscillateurs par voix (accordés numériquement) carré, impulsion et dents de scie ascendante
- générateur de bruit et cross modulation
- 1 LFO (sinus, carré, aléatoire, bruit)
- mémoires : 32 d'usine et 32 utilisateur
- 1 séquenceur de 128 notes pas à pas
- 1 filtre passe-bas résonnant (référencé IR3109) avec enveloppe ADSR, 1 filtre passe-haut statique
- clavier de 61 touches
- chorus
- entrée trigger pour le séquenceur

## Artistes ayant utilisé un JX-3P
- The Future Sound of London
- Astral Projection
- Vince Clarke
- Orbital
- Electrosexual
- Luke Vibert
- Thomas Dolby
- Arnaud Rebotini